# Turmakhand
Turmakhand (en népalais : तुर्माखाँद) est une municipalité rurale du Népal située dans le district d'Achham. Au recensement de 2011, elle comptait 24 940 habitants.
Elle regroupe les anciens comités de développement villageois de Rahaph, Bhairavsthan, Turmakhad, Nada, Raniban, Tosi et Dhamali.